# Elisabeta a Franței
Elisabeta de Bourbon se poate referi și la Prințesa Elisabeta a Franței, sora regelui Ludovic al XVI-lea al Franței, care a fost ghilotinată în timpul Revoluției franceze sau Isabella de Bourbon, mama Mariei de Burgundia.
Elisabeta de Bourbon (franceză Élisabeth de Bourbon) (n. 22 noiembrie 1602 - 6 octombrie 1644), a fost prima soție a regelui Filip al IV-lea al Spaniei. Elisabeta a fost al doilea copil al regelui Henric al IV-lea al Franței și a celei de-a doua sa soții, regina Maria de Medici. Ca fiică a unui rege ea a fost Fiică a Franței. Ca fiica cea mare a unui suveran francez era cunoscută la curte sub titlul onorific de Madame Royale.

## Copilărie

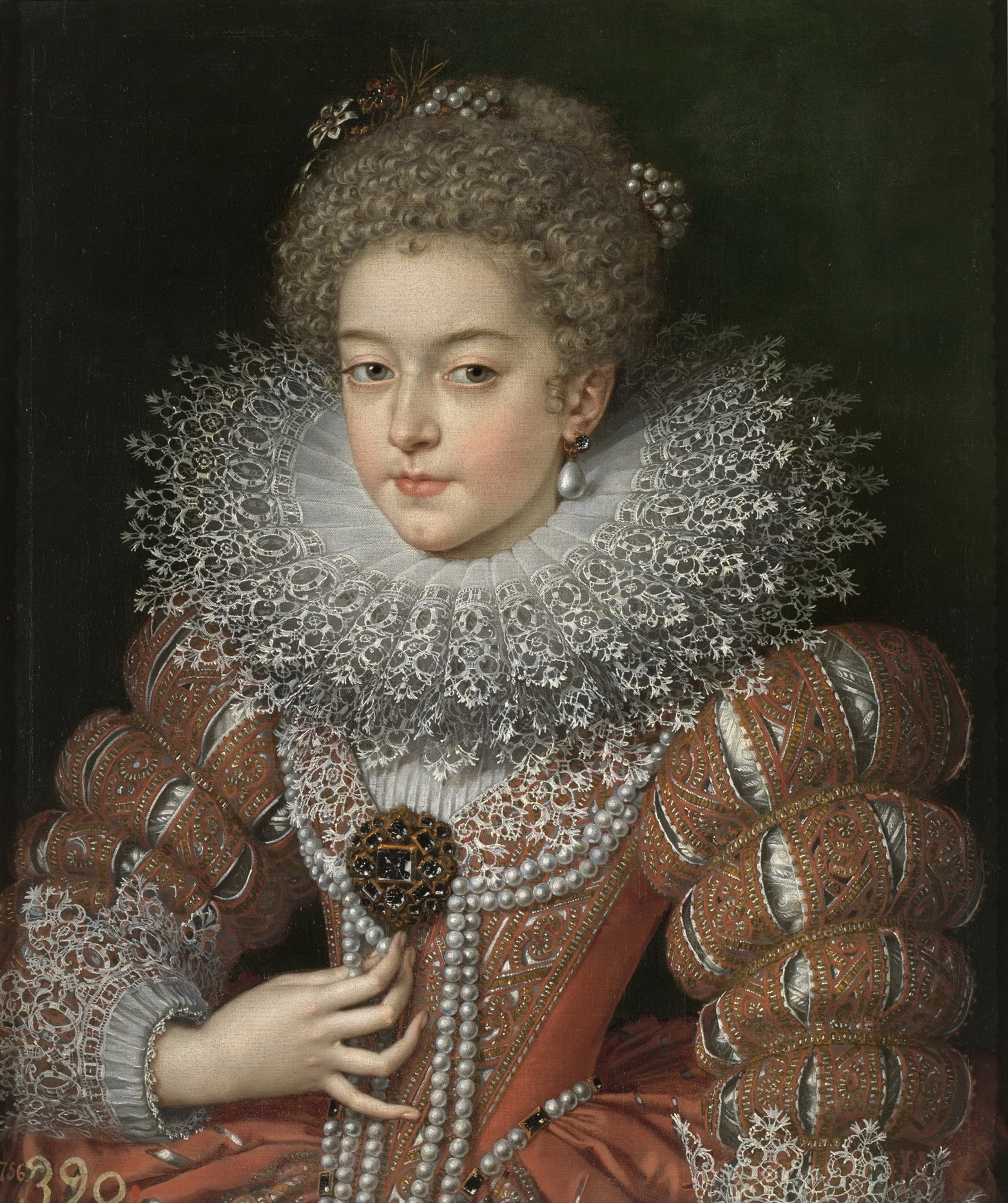
Elisabeta a Franței

Elisabeta s-a născut la Palatul Fontainebleau la 22 noiembrie 1602. Când tatăl ei, Henric al IV-lea, a fost asasinat la 14 mai 1610, fratele ei mai mare i-a succedat la tron ca regele Ludovic al XIII-lea al Franței sub regența mamei lor. Cei doi frați erau foarte apropiați.
Elisabeta a avut cinci frați: Ludovic al XIII-lea al Franței, Christine Marie, Ducesă de Savoia, Nicholas Henri al Franței, Duce de Orléans, Gaston, Duce de Orléans și Henrietta Maria, regină a Angliei.
Când Elisabeta a împlinit zece ani au început negocierile a două căsătorii între famiile regale ale Franței și Spaniei. Elisabeta să se căsătorească cu Prințul de Asturia iar fratele ei Ludovic cu infanta Ana.

## Căsătorie
După căsătoria prin procură cu Prințul de Asturia și căsătoria prin procură dintre Ludovic și infanta Anna, Elisabeta și fratele ei și-au întâlnit soții pentru prima dată la 25 noiembrie 1615 pe Insula Fazanilor situată pe râul Bidassoa care despărțea Franța de Spania. A fost ultima dată când Ludovic și-a văzut sora. În Spania, numele franțuzesc al Elisabetei s-a transformat in Isabela. Ceremonia religioasă a avut loc la Catedrala Sfânta Maria din Burgos. Elisabeta care avea 13 ani a devenit Prințesă de Asturia. 

## Regină
În 1621, anul nașterii primului copil al cuplului, cei doi au urcat pe tronul Spaniei după moartea regelui Filip al III-lea al Spaniei. Noua regină a Spaniei era conștientă de faptul că soțul ei avea amante.
Elisabeta însăși a fost subiectul unor zvonuri legate de relația ei cu poetul Peralta. Poetul a fost ucis iar responsabilitatea pentru moartea sa a fost împărțită între Filip al IV-lea și Ducele de Olivares (la acea vreme prim ministru și favoritul regelui).
Ultimul copil al reginei, Infanta Maria Tereza a Spaniei, va deveni mai târziu regină a Franței ca soție a nepotului ei, viitorul Ludovic al XIV-lea al Franței. Spre deosebire de soțul și cumnata ei, ea nu a considerat că nunta urma să cimenteze pacea dintre țara ei natală și țara adoptivă; țările vor fi în război până în 1660. 
Elisabeta a fost renumită pentru frumusețea ei, inteligența și personalitatea nobilă, care a făcut-o foarte populară în rândul poporului spaniol. Ea a fost regentă a Spaniei în timpul revoltei catalane și l-a sprijinit pe Ducele de Nochera împotriva Contelui de Olivares.
Regina a murit la Madrid la 6 octombrie 1644 la vârsta de 41 de ani, lăsând doi copii mici: Balthasar Charles și Maria Theresa. După moartea ei, soțul ei s-a recăsătorit cu nepoata lui, Mariana de Austria. Unul dintre strănepoții ei, Filip, Duce de Anjou, a devenit regele Filip al V-lea al Spaniei, și prin el, Elisabeta este strămoașa actualului monarh al Spaniei, Juan Carlos I al Spaniei.

## Copii
1. Infanta Maria Margareta (1621)
2. Infanta Margarita Maria Catalina (1623)
3. Infanta Maria Eugenia (1625-1627)
4. Infanta Isabela Maria Tereza (1627)
5. Baltasar Carlos, Prinț de Asturia (1629-1646)
6. Infanta Maria Ana Antonia (1636)
7. Maria Tereza a Austriei (1638-1683), soția regelui Ludovic al XIV-lea al Franței